# Д’Обиньи, Жюли
Жюли́ д’Обиньи́, известная как мадемуазель де Мопен (фр. Julie d'Aubigny, Mademoiselle de Maupin; ок. 1670, Париж — 1707, Прованс) — французская оперная певица и актриса. Известна скандальным образом жизни и многочисленными дуэлями. По мотивам её биографии Теофиль Готье написал роман «Мадемуазель де Мопен».

## Биография
Жюли д’Обиньи родилась около 1670 года в Париже. Её отцом был Гастон д’Обиньи, секретарь графа д’Арманьяка. С юных лет он обучал свою дочь фехтованию, и она владела этим искусством наравне с мужчинами. Вместе с тем Жюли отличалась природной женской красотой: её описывали как невысокую, светловолосую и голубоглазую, с тонкими чертами лица. Когда Жюли было около пятнадцати лет, она стала любовницей д’Арманьяка. Впоследствии её выдали замуж за господина Мопена из Сен-Жермен-ан-Ле, однако вскоре она бежала со своим любовником Сераном. Серан, известный фехтовальщик, убил человека на дуэли и был вынужден уехать из Парижа в Марсель. Там они оба выступали перед публикой, демонстрируя своё искусство, причём Жюли одевалась в мужской костюм и зрители часто отказывались верить, что она — женщина. Кроме того, и Серан, и Жюли обладали хорошими голосами и исполняли также музыкальные номера. О певческом голосе Жюли в разных источниках приводятся разные сведения: сопрано, меццо-сопрано, контральто. Известно, что она, несмотря на отсутствие музыкального образования, выступала (под девичьей фамилией) в марсельской Академии музыки.
Расставшись с Сераном, Жюли д’Обиньи влюбилась в девушку, дочь марсельского торговца. Родители девушки, узнав о скандальной связи, отправили дочь в монастырь в Авиньоне. Тогда Жюли, под предлогом того, что желает постричься в монахини, в свою очередь проникла в монастырь, чтобы похитить оттуда свою возлюбленную. Когда одна из монахинь умерла, Жюли положила её тело в постель своей подруги и подожгла келью. Во время пожара обеим девушкам удалось бежать, однако впоследствии они расстались — возлюбленная Жюли либо наскучила ей, либо сама решила вернуться к родителям. За похищение и поджог Жюли была осуждена и приговорена к смерти через сожжение. Примечательно, что в приговоре о ней говорилось как о мужчине — возможно, судьи не могли поверить в то, что женщина способна похитить женщину из монастыря. Отцу Жюли д’Обиньи удалось добиться отмены смертного приговора: король Людовик XIV помиловал девушку, которой не исполнилось и двадцати лет.
В 1690 году состоялся дебют Жюли д’Обиньи, отныне выступавшей под фамилией мужа и известной как де Мопен или Ла Мопен, в Парижской опере. Она исполнила партию Паллады в «Кадме и Гермионе» Жана-Батиста Люлли. После того как в 1698 году одна из солисток Оперы, Мари Ле Рошуа, ушла со сцены, мадемуазель де Мопен стала получать ведущие партии, в том числе в операх Люлли, Колласса, Демаре, Детуша, Кампра и Ла Барра. Маркиз де Данжо считал её голос «самым прекрасным в мире». В числе её ролей были Минерва в «Тесее» (1698), Цереры в «Прозерпине» (1699), Климены в «Фаэтоне» (1702), Сциллы в «Ацисе и Галатее» (1702), Медеи в опере «Медей, царь медов» (1702), Кассиопеи в «Персее» (1703), Армиды в «Армиде» (1703), Дианы в «Ифигении в Тавриде» (1704) и пр. Вероятно, роль Клоринды в «Танкреде» Кампра была написана специально для неё, став первой во французской опере партией, написанной для контральто.
В 1695 году де Мопен спровоцировала очередной скандал, явившись в мужской одежде на бал-маскарад, устроенный в Пале-Рояль Филиппом, герцогом Орлеанским, и соблазняя присутствовавших на балу девушек. После того как одну из девушек она поцеловала в губы, за ту вступились трое мужчин и вызвали Жюли на дуэль. Победив всех троих и нанеся им тяжёлые раны, Жюли вернулась на бал и рассказала о произошедшем. Дуэли в то время были под запретом, и, хотя герцог Орлеанский обещал походатайствовать за Жюли перед королём, она сочла за лучшее бежать в Брюссель.
Прибыв в Брюссель в 1698 году, де Мопен стала любовницей Максимилиана II, курфюрста Баварии. Вероятно, в том же году она побывала в Испании. Тем временем король помиловал её во второй раз, основываясь на том, что законы о дуэлях касались мужчин, а не женщин. Жюли вернулась в Париж и продолжала выступать в Опере, но и за пределами сцены её поведение по-прежнему привлекало внимание и порождало слухи. Так, утверждалось, что она вызвала на дуэль тенора Луи Голара Дюмени, докучавшего актрисам своими ухаживаниями, а после того как он отказался драться с ней, избила его палкой и отобрала у него часы и табакерку. На следующий день, когда Дюмени, не желая признаваться в пережитом унижении, стал рассказывать, что на него напала шайка воров, Жюли обвинила его во лжи и в качестве доказательства продемонстрировала всем присутствовавшим свои трофеи.
Близкие отношения связывали Жюли д’Обиньи с Фаншон Моро, оперной певицей и известной красавицей. Широко распространена легенда о том, что после того как Фаншон решила с ней расстаться, Жюли пыталась покончить с собой. Последней её любовью стала маркиза де Флорензак. На протяжении двух лет они жили вместе, вплоть до смерти маркизы в 1705 году. В том же году де Мопен ушла со сцены (последнее её выступление было в «Венецианке» Ла Барра) и провела остаток жизни в монастыре. По другой версии, в конце жизни она воссоединилась с законным мужем и жила с ним в Провансе. Жюли д’Обиньи умерла в 1707 году в возрасте тридцати семи лет.

## Образ в искусстве
Обстоятельства биографии Жюли д’Обиньи не раз находили отражение в литературе, театре и кинематографе.
В 1835 году вышел роман Теофиля Готье «Мадемуазель де Мопен», отчасти вдохновлённый образом Жюли д’Обиньи. Роман, тем не менее, никоим образом не является пересказом её биографии или легенд о ней; Готье сохраняет лишь имя героини и некоторые обстоятельства её жизни (переодевание в мужскую одежду, дуэли, похищение девушки и т. д.). Кроме того, в романе присутствуют достаточно явные лесбийские мотивы, что также соответствует биографии прототипа.
Художественные произведения по мотивам биографии Жюли д’Обиньи создавали и другие писатели. В 1984 году Анри Эванс опубликовал роман «La petite Maupin». В 1985 году вышел роман Анн-Франс Дотвиль «Julie, chevalier de Maupin», по которому впоследствии был снят телесериал. В 2014 году австралийская писательница Келли Гардинер написала о ней роман «Goddess», построенный в форме предсмертной исповеди, перемежающейся с фрагментами повествования в третьем лице. В одном из своих интервью Гардинер говорила, что люди иногда отказываются верить в то, что д’Обиньи — исторический персонаж, настолько её жизнь необычайна.